# Уджіджі

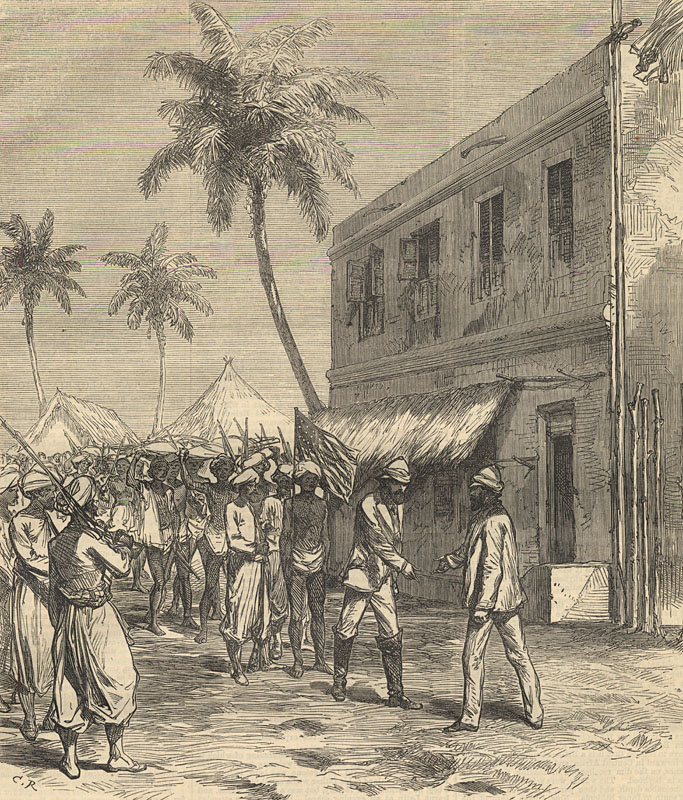
Зустріч Стенлі і Лівінгстона (газета, 1872)

Уджіджі (англ. Ujiji) — найстаріше місто західної Танзанії, розташоване на східному березі озера Танганьїка за 10 км на південь від Кігоми. Місто було засноване в XIX столітті арабами як перевалочна база східно-африканської работоргівлі.
Уджіджі — ключовий пункт багатьох подорожей відомих дослідників Африки XIX століття. Саме тут в 1858 році Річард Френсіс Бертон і Джон Геннінг Спік першими з європейців побачили озеро Танганьїка. Девід Лівінгстон відвідував місто 1869 року, а в 1871 його знайшла тут рятувальна експедиція Генрі Мортона Стенлі; в пам'ять про цю подію на місці знаменитої зустрічі був побудований «Меморіал доктора Лівінгстона». Вже після смерті Лівінгстона Верні Ловет Кемерон знайшов тут в 1874 році його папери і щоденники. 1878 року Лондонське місіонерське товариство заснувало в Уджіджі першу християнську місію на берегах Танганьїки.